# Nastie
Pour l’article ayant un titre homophone, voir Nasty.
Le terme nastie, du grec nastos (ναστός, « compact », « resserré » évoquant l'idée de fermeture), désigne le mouvement de certains organes d'un végétal subordonné à un stimulus extérieur (variation de température, de lumière ou d'humidité, contact...). Une nastie n'est pas orientée en fonction du point de stimulation (par opposition à un tropisme) mais est déterminée par la structure de l'organe.
On distingue deux types de nasties :
- les nasties de  turgescence : mouvements réversibles dus à des variations de turgescence dans les vacuoles de cellules (telles que la nyctinastie, la thigmonastie, la thermonastie ou l'ouverture des stomates) ;
- les nasties de croissance dues à des variations de croissance (telles que l'épinastie ou encore la thermonastie).